# Fédération vénézuélienne de football
Pour les articles homonymes, voir FVF.
La Fédération vénézuélienne de football (Federación Venezolana de Fútbol (es) FVF) est une association regroupant les clubs de football du Venezuela et organisant les compétitions nationales et les matchs internationaux de la sélection du Venezuela.
La fédération nationale du Venezuela est fondée en 1926. Elle est affiliée à la FIFA depuis 1952 et elle est membre de la CONMEBOL depuis 1952.

## Associations régionales
La Fédération vénézuélienne de football est composée de 24 associations régionales chargées d’organiser l’activité footballistique dans les différentes régions du pays.

## Présidents de la Fédération vénézuélienne de football
| Président                                           | Période                                           |
| Présidents de la Federación Nacional de Foot Ball   | Présidents de la Federación Nacional de Foot Ball |
| --------------------------------------------------- | ------------------------------------------------- |
| Juan Jones Parra                                    | 1925-1931                                         |
| Présidents de la Asociación Venezolana de Foot-Ball |                                                   |
| Juan Jones Parra                                    | 1931-1939                                         |
| Présidents de la Asociación Venezolana de Fútbol    |                                                   |
| Julio Bustamante                                    | 1939-1945                                         |
| Luis Guillermo Blanck                               | 1945-1951                                         |
| Présidents de la Federación Venezolana de Fútbol    |                                                   |
| Tulio Salgado Ayala                                 | 1951                                              |
| Franz Rísquez                                       | 1954                                              |
| Asdrúbal Olivares Sosa                              | 1969-1973                                         |
| René Henmer Colmenares                              | 1974-1979                                         |
| Adrián Toledo Herrera                               | 1979-1981                                         |
| José Vidal Douglas                                  | 1985                                              |
| René Henmer Colmenares                              | 1986-1987                                         |
| Rafael Esquivel                                     | 1987-2015                                         |
| Laureano González                                   | 2016-2020                                         |
| Jesús Berardinelli                                  | 2020                                              |
| Laureano González (interino)                        | 2020-2021                                         |
| Jorge Giménez                                       | 2021-cadeau                                       |

## Comité Exécutif
- Président: Jorge Giménez Ochoa
- Vice-président 1: Pedro Infante
- Vice-président 2: José Antonio Quintero Oliveros
- Vice-président 3: Akram Almatni
- Secrétaire général: David Quintanilla
- Directeur: Suying Olivares
- Directeur: Óscar Linares
- Directeur: Juan Carlos Copa
- Directeur: Reina Suárez
- Directeur: Miguel Mea Vitali
- Directeur: Óscar Cunto
- Directeur: Adrián Aguirre
- Commission d’Arbitrage: Miguel Buitriago
- Conseil d’Honneur: Consuelo Vasquez
- Commission électorale: Edgar Morales
- Attaché de presse: Néstor Beaumont